# Provinz Bernardino Bilbao
Bernardino Bilbao (auch: General Bernardino Bilbao) ist eine Provinz im Departamento Potosí im Hochland des südamerikanischen Anden-Staates Bolivien. Sie trägt ihren Namen nach dem General und Politiker Bernardino Bilbao Rioja.

## Lage
Die Provinz Bernardino Bilbao ist eine von sechzehn Provinzen im Departamento Potosí. Sie grenzt im Norden an das Departamento Cochabamba, im Südwesten an die Provinz Alonso de Ibáñez, im Süden an die Provinz Charcas.

## Bevölkerung
Die Einwohnerzahl der Provinz Bernardino Bilbao hat sich in den vergangenen drei Jahrzehnten um ein Fünftel verringert:
| Jahr | Einwohner | Quelle       |
| ---- | --------- | ------------ |
| 1992 | 10 045    | Volkszählung |
| 2001 | 10 623    | Volkszählung |
| 2012 | 10 224    | Volkszählung |
| 2024 | 8 057     | Volkszählung |

Hauptstadt der Provinz ist Arampampa mit 659 Einwohnern (Volkszählung 2012).

## Gliederung
Die Provinz untergliedert sich seit der letzten Volkszählung von 2024 in die folgenden zwei Verwaltungsbezirke (bolivianisch „Municipios“):
- 05-1301 Municipio Arampampa – 3.623 Einwohner
- 05-1302 Municipio Acasio – 4.434 Einwohner

## Ortschaften in der Provinz Bernardino Bilbao
- Municipio Arampampa
  - Arampampa 659 Einw. – Santiago 155 Einw. – Molle Villque 125 Einw.

- Municipio Acasio
  - Acasio 855 Einw. – Piriquina 294 Einw.